# Paraleptosomatides elongatus
Paraleptosomatides elongatus är en rundmaskart som beskrevs av Mawson 1956. Paraleptosomatides elongatus ingår i släktet Paraleptosomatides och familjen Leptosomatidae. Inga underarter finns listade i Catalogue of Life.